# Tribunal de Camboya
Tribunal de Camboya o Tribunal para el genocidio camboyano (en inglés Extraordinary Chambers in the Courts of Cambodia; en francés Tribunal du génocide cambodgien), fue un tribunal especial de carácter mixto, constituido en el Reino de Camboya y con el apoyo de la comunidad internacional representada por la Organización de las Naciones Unidas (ONU). Se encargó de realizar un juicio a los líderes sobrevivientes de los Jemeres Rojos por el régimen que establecieron en el país entre 1975 y 1979 bajo el nombre de Kampuchea Democrática tras el triunfo de estos en la guerra civil camboyana (1970-1975). A dicho régimen se le atribuye la desaparición de un millón setecientas mil personas. El tribunal fue creado en 2006. Entre 2007 y 2008 se realizó la etapa de indagaciones y arrestos. En ese tiempo fueron arrestados Kang Kech Ieu, alias Duch, director del centro de interrogación, torturas y ejecuciones "Tuol Sleng", Nuon Chea, conocido como "Camarada No. 2" y la mano derecha de Pol Pot, Khieu Samphan, jefe de Estado de la Kampuchea Democrática, conocido como el "cerebro" o el ideologo de los jemeres rojos, Ieng Sary, ministro de relaciones exteriores del régimen y su esposa Ieng Thirith, exministra de acción social y quien es hermana de la fallecida Khieu Ponnary, la primera esposa de Pol Pot. También se procedió a buscar víctimas sobrevivientes.

## Objetivo
El Tribunal para el genocidio camboyano tuvo como objetivo hacer justicia con los líderes sobrevivientes de la Kampuchea Democrática a quienes se considera históricamente como los responsables de crímenes atroces contra la humanidad cometidos entre el 17 de abril de 1975 y el 6 de enero de 1979, lo que dio como resultado la desaparición de 1,7 millones de camboyanos y la opresión generalizada del resto de la población.

## Jurisdicción y atribuciones
El Tribunal de Camboya tiene un estatuto especial por fuera de la legislación de Camboya. Es decir, es completamente independiente del sistema judicial del país gracias a un acuerdo entre el Reino de Camboya y las Naciones Unidas. Este acuerdo es novedoso dentro de la legislación internacional en lo que respecta a tribunales internacionales, pues recurre a jueces locales en unión con jueces extranjeros, lo que le da la doble condición de nacional e internacional (mixto). 
Para lograr esto, Camboya tuvo que hacer enmiendas a sus sistema judicial tradicional que permitiese la fundación de este tribunal. El proceso de enmiende comenzó en 2001 y se terminó en 2004 bajo tratados entre las Naciones Unidas y el gobierno camboyano. En dicho convenio, el tribunal sería conformado por jueces, fiscales, abogados y administradores designados en parte por el gobierno de Camboya y en parte por las Naciones Unidas. La decisión de arrestar, ordenar investigaciones y abrir procesos es compartido entre ambas partes. El presupuesto del Tribunal es limitado y depende en gran parte de las Naciones Unidas. El Tribunal no puede establecer la pena de muerte como castigo y la pena máxima es la cadena perpetua. 
El Tribunal para el genocidio camboyano puede juzgar solo lo siguiente:
- Genocidio.
- Crímenes contra la humanidad.
- Algunos crímenes de guerra.

## Constitución
Estudiosos de la ONU sobre el caso de los Jemeres Rojos concluyeron que entre 20 y 30 personas relacionadas con el régimen deberían ser llevadas a un juicio por Crimen contra la humanidad y específicamente por genocidio. El gobierno de Hun Sen no aceptó en principio dicha propuesta, sino que argumentó que cualquier juicio debía hacerse a la manera de Sudáfrica con una comisión que investigara los casos. Muchos líderes camboyanos alegaron que reabrir los expedientes de los Jemeres Rojos era reabrir viejas heridas en la sensible sociedad camboyana.
- El nombre oficial del Tribunal es "Extraordinary Chambers in the Courts of Cambodia" (Cámara Extraordinaria en las Cortes de Camboya).
- Propósito: Llevar a la justicia a los principales líderes de la Kampuchea Democrática y sus más reconocidos responsables de serios crímenes cometidos en Camboya entre el 17 de abril de 1975 y el 6 de enero de 1979.
- Conformación: La Cámara está conformada por jueces y fiscales. 
  - Los co-jueces se encargan de la recolección de evidencias. Un caso solo será llevado cuando se tengan suficientes evidencias de que el sujeto fue de hecho un líder de la Kampuchea Democrática o es sujeto responsable de serios crímenes.
  - Los co-fiscales, con suficientes evidencias, decidirán qué sujeto será acusado formalmente de crímenes. Sin embargo, la mayoría de las investigaciones serán hechas por los co-jueces. Una vez comience el Juicio, los fiscales presentarán las evidencias ante la Corte.
  - El principal defensor fue elegido por las Naciones Unidas y es el responsable de asegurar que se den todas las condiciones reconicidas internacionalmente en una corte. Si el acusado no puede tener un abogado, el principal defensor tiene la obligación de proveer uno que esté a la altura de las condiciones requeridas.
  - Los jueces de la Cámara Pre-Juicio son aquello que, en el caso en que los co-jueces y co-fiscales no se ponen de acuerdo en sentar una acusación formal, toman la decisión. Ni los co-fiscales ni los co-jueces pueden bloquear un caso con suficientes evidencias.
  - Los jueces en la Cámara del Juicio son los que escuchan las evidencias presentadas por la fiscalía y la defensa. Consideran ambas partes y determinan la inocencia o culpabilidad. Los jueces deben presentar un reporte escrito que explica las razones de su decisión en orden de culpabilidad. Al menos cuatro jueces deben estar de acuerdo que una persona es culpable.
  - Los jueces de la Cámara Alta escuchan los casos después de que estos fueron procesados en la Cámara del Juicio. La Cámara Alta puede revertir una condena o una presunción de inocencia. Cinco de los jueces de la Cámara Alta deben estar de acuerdo para poder determinar que una persona es culpable. Esta también puede optar por no escuchar un caso y ello implica una aprobación tácita de la decisión de la Cámara del Juicio.

Co-jueces de la Cámara Extraordinaria:
1. Marcel Lemonde, Francia.
2. You Bun Leng, Camboya.

Co-fiscales:
1. Chea Leang, Camboya.
2. Robert Petit, Canadá.

Principal defensor:
1. Rupert Skilbeck, Gran Bretaña.

Jueces de la Cámare Pre-Juicio:
1. Rowan Downing, Australia.
2. Huot Vuthy, Camboya.
3. Katinka Lahuis, Holanda.
4. Ney Thol, Camboya.
5. Prak Kim San, Camboya.

Jueces de la Cámara del Juicio:
1. Dame Silvia Cartwright, Nueva Zelanda.
2. Jean-Marc Lavergne, Francia.
3. Nil Nonn, Camboya.
4. Thou Mony, Camboya.
5. Ya Sokhan, Camboya.

Jueces de la Cámara Alta:
1. Chandra Nihal Jayasinghe, Sri Lanka.
2. Agnieszka Klonowiecka-Milart, Polonia.
3. Srim Kong, Camboya.
4. Motoo Noguchi, Japón.
5. Sin Rith, Camboya.
6. Som Sereyvuth, Camboya.
7. Ya Narin, Camboya.

## Líderes de la máxima cúpula sospechosos

### Fallecidos sin sentencia
1. Son Sen: Ejecutado con su mujer y sus hijos por Pol Pot bajo cargos de traición en 1997.
2. Pol Pot: Muere en su casa en 1998 como prisionero de los mismos jemeres rojos por encontrarse responsable de la muerte de Son Sen y su familia. Rumores no demostrados pero persistentes aseguran que pudo ser asesinado por envenenamiento.
3. Khieu Ponnary: La primera esposa de Pol Pot. Ocupó altos cargos durante el régimen hasta que sucumbió a la demencia y Pol Pot la abandonó. Murió en 2003 con la memoria completamente en blanco.
4. Ta Mok: Conocido como "El Carnicero" y directo sucesor del mando a la muerte de Pol Pot, muerto en el año 2006 en prisión.
5. Ieng Sary: Fue Ministro de Relaciones Exteriores de la Kampuchea Democrática murió en estado de encarcelamiento.
6. Ieng Thirith: Esposa de Ieng Sary y hermana de Khieu Ponnary, la primera esposa de Pol Pot. Ocupó algunos ministerios durante el régimen, absuelta por demencia senil.

### Sentenciados
1. Kaing Kech Ieu, alias Duch: Fue el director del centro de interrogación, torturas y ejecuciones "Tuol Sleng".
2. Nuon Chea: "Camarada No. 2", la mano derecha de Pol Pot.
3. Khieu Samphan: Fue jefe de Estado de la Kampuchea Democrática, llamado el "cerebro" o el ideologo de los jemeres rojos.

### Por resolver o prescritos
1. Keo Pok: Responsable por muertes en el este de Camboya, incluidos la etnia musulmana Cham.
2. Mam Nay: Jefe de interrogaciones y torturas en el centro de interrogaciones, torturas y ejecuciones "Tuol Sleng".
3. Sam Mith: Responsable por muerte de mujeres y niños vietnamitas a lo largo de la frontera con Vietnam.
4. Meah Mut.
5. Sou Met.

Es posible que a medida que avance el Tribunal sean implicados otros sospechosos.

## Acontecimientos

### 1975
El 17 de abril: Los Jemeres Rojos llegan al poder y constituyen la Kampuchea Democrática. En mayo de 1975 Amnistía Internacional envía el primer cable de preocupación al nuevo gobierno por ejecución de opositores. Los reportes de dicha organización serían reiterados en febrero y mayo de 1976 y en 1978 prepara un informe de acusación ante la ONU y la solicitud de llevar un juicio contra los líderes de ese gobierno. 

### 1977
François Ponchaud publica su obra "Camboya, Año Cero" con sus propios testimonios y los camboyanos que huyeron a los campos de refugiados en Tailandia. Gareth Porter y otros intelectuales descalifican la obra asegurando que eran exageraciones de Ponchaud. Noam Chomsky afirma que no hay evidencias concluyentes aún hasta que lee la obra de Ponchaud y ambos inician un intercambio de correspondencia.

### 1978
25 de diciembre: Vietnam lanza una invasión a Camboya. En las filas se encuentran muchos disidentes de los jemeres rojos y de otros movimientos políticos que se habían refugiado en Vietnam. Jugarán un papel clave en la historia que sigue.

### 1979
Octubre: Cae el régimen de los Jemeres Rojos debido a la invasión del Vietnam. Tal movimiento político se retira al noroeste del país y comienza una guerra de guerrillas, primero contra el Vietnam, después en 1993 contra el nuevo gobierno del Reino de Camboya. Camboya queda dividida en dos estados y uno corresponde al de los jemeres rojos.

### 1991
Octubre: Se firma el Acuerdo de Paz de París. Amnistía Internacional insiste en la necesidad de juzgar a los responsables de las masacres. 

### 1996
Ieng Sary, Ministro de Relaciones Internacionales de la Kampuchea Democrática es amnistiado. AI protesta ante la Asamblea Nacional.

### 1998
16 de abril: Tras la muerte de Pol Pot, Human Rights Watch dijo en Tailandia ante un grupo de países conocidos como "Amigos de Camboya", que se deben continuar los esfuerzos para llevar a los líderes sobrevivientes de los Jemeres Rojos ante un Tribunal Internacional de Justicia. La directora de esa organización, Sidney Jones, dijo que "Pol Pot pudo ser la más importante figura en los Jemeres Rojos, pero él no fue el único responsable de las masacres"

### 1999
Es capturado Duch, el director del centro de torturas S-21. Es puesto en una prisión militar sin juicio.

### 2003
31 de marzo: La ONU presenta un reporte sobre el juicio a los Jemeres Rojos que establece la constitución de un tribunal mixto: (jueces extranjeros y nacionales).

### 2006
20 de julio: El ex rey Norodom Sihanouk pide que los restos de las víctimas del genocidio sean cremadas: El exrey dijo que los huesos de las víctimas deberían ser quemados de acuerdo con la tradición budista, en lugar de ser mostrados para "el placer de turistas", aunque el gobierno argumenta que los mismos son evidencias para el juicio que el Tribunal Internacional a llevarse a cabo en el año 2007.
21 de julio: Murió el Carnicero de los Jemeres Rojos, Ta Mok. Murió en el Hospital Militar de Phnom Penh uno de los máximos dirigentes de los Jemeres Rojos, Ta Mok, después de haber sido internado algunas semanas antes por problemas de presión. Ta Mok, conocido como el Carnicero y pieza clave en el juicio que se adelantará contra los Jemeres Rojos, murió a la edad de 82 años.
24 de julio: Líder de la oposición pide más protección para testigos y acusados. El líder de la oposición, Sam Rainsy, pidió el domingo anterior más protección para testigos y acusados del juicio a los Jemeres Rojos, después de conocer la noticia del fallecimiento de Ta Mok. Para el dirigente político, fue un tema de vital importancia y las personas directamente implicadas deben tener todas las garantías posibles como seguridad física y salud. 14 de agosto: - Ta Mok, llorado por cientos, temido por millones, fue el titular del periódico camboyano en inglés Phnom Penh Post (28 de julio - 10 de agosto) en referencia al funeral de uno de los más importantes líderes de los Jemeres Rojos. De hecho, el funeral en la ciudad de Anlong Veng, uno de los antiguos fuertes de dicha agrupación, se vio asistida por una multitud que asistió a las ceremonias budistas entre el 22 y 24 de julio pasados para despedir al antiguo y controvertido líder del régimen que gobernó el país entre 1975 y 1979. "Ciertamente aquellos que derramaron lágrimas durante su funeral en aquel antiguo fuerte de los JR (...) no incluyeron las lágrimas de las víctimas o familiares de más de 20 mil civiles que fueron llevados al campo para ser asesinados o forzados a laborar después de que los soldados de Ta Mok capturaran Oudong en marzo de 1974", escribe el medio de comunicación en su portada.

### 2007
Julio: El Tribunal hace oficial el arresto de Duch quien estaba en una prisión militar sin juicio.
19 de septiembre: Nuon Chea puesto bajo custodia: El segundo a mando después de Pol Pot, Nuon Chea, fue puesto bajo custodia por la policía camboyana con observadores internacionales y periodista. El líder de los jemeres rojos fue detenido en la ciudad fronteriza con Tailandia de Pailín y que fuera uno de los fuertes de los jemeres rojos y llevado a Phnom Penh en donde permanecerá en prisión a la espera de ser llamado a juicio por crímenes contra la humanidad y genocidio. Nuon Chea era el hombre más importante en el movimiento después de Pol Pot, aunque siempre ha negado que durante su régimen Camboya haya experimentado un genocidio. El arresto de Nuon Chea es quizá uno de los más importantes en la historia del Tribunal y deja en la cuerda floja la protección que tienen personajes como Ieng Sary y Khieu Samphan que en la actualidad gozan del privilegio de amnistía debido a que se acogieron a los diálogos de paz con el gobierno en 1989.
12 de noviembre: Ieng Sary es arrestado: Detenido Ieng Sary, quien fuera amnistiado durante los diálogos de paz que el gobierno de Hun Sen y los Jemeres Rojos firmaron en 1989. El lidere de dicho movimiento, quien fue el ministro de relaciones exteriores de la Kampuchea Democrática, fue arrestado por la policía camboyana en su residencia en Phnom Penh y conducido al lugar en donde deberá estar pronto a responder ante el Tribunal Internacional. También fue arrestada su esposa, Ieng Thirith, bajo similares cargos de crímenes contra la humanidad.
19 de noviembre: Khieu Samphan es arrestado: Llamado "el cerebro del movimiento", presidente de la Kampuchea Democrática, uno de los principales ideólogos de los jemeres rojos, fue arrestado en las horas de la mañana por la policía camboyana en Phnom Penh, a donde había ido para chequeos médicos. Con el arresto de Samphan, la máxima cúpula de los jemeres rojos queda bajo custodia: Duch, Nuon Chea, Ieng Sary, Ieng Thirith y Khieu Samphan. De los máximos dirigentes que lideraron el casi extinto movimiento, solo cuatro han fallecido: Pol Pot, Khieu Ponnary, Ta Mok y Son Sen.
Misma fecha: Los co-fiscales formalizan las acusaciones contra Khieu Samphan por crímenes horrendos y crímenes contra lesa humanidad. El anciano líder debilita su salud.21 de noviembre de 2007: Duch, director del centro de interrogación, torturas y ejecuciones, enfrenta por primera vez la Corte en debate público. Acusado de crímenes de guerra y crímenes contra la humanidad. Se le imputan 14 mil órdenes de tortura en S-21. Duch apeló a la Corte que se tenga en cuenta que fue detenido por el espacio de 8 años, 6 meses y 10 días sin juicio. Asistieron a esta primera sesión pública 500 víctimas, diplomáticos, periodistas y otras personas escogidas por sorteo.

### 2008
Pese a los preparativos y expectativas, los juicios contra los Jemeres Rojos han sido aplazados en repetidas ocasiones y se teme que mueran antes de ser condenados. Dentro de las explicaciones adelantas para semejante retraso se encuentran las presiones internacionales y nacionales
En enero se realiza en un foro público en Pailín, antigua fortaleza de los jemeres rojos en la frontera con Tailandia. El foro es dirigido por el Tribunal con la comunidad con el objeto de aclarar las intenciones de los juicios y de que se juzgaría a los principales jefes. Se interroga a un sobrino de Pol Pot, Seng Ly Theng, quien había sido su guardaespaldas, pero no se le haya responsable por crímenes.

### 2009
El 7 de enero se celebró el XXX aniversario de la caída del régimen de los jemeres rojos en Camboya. En tres décadas ninguna persona o grupo ha sido responsabilizada judicialmente de los crímenes de guerra cometidos por el gobierno de Kampuchea Democrática.
A principios de enero se presenta un debate entre los abogados holandeses, Victor Koppe y Michiel Pestman de Nuon Chea y los jueces camboyanos del tribunal. Los abogados declararon ante una emisora de su país que los jueces camboyanos habían pagado prevendas al gobierno para participar en el tribunal. La Corte Suprema de Justicia de Camboya y los jueces del Tribunal desmintieron las declaraciones de los abogados y dijeron que "su elección como magistrados en la Corte Internacional es una decisión de la Corte Suprema de la Magistratura que preside el rey de Camboya quien el 7 de mayo de 2006 firmó el decreto real Número NS/RKT/0506/214 y en el cual se designó el nombre de los jueces camboyanos que participarían en el Tribunal.
El gobierno de Vietnam revela evidencias contra el régimen de los jemeres rojos y en particular la existencia de S-21, días antes de que se comience con el juicio de Kaing Guek Eav, el director de la prisión. Un video en el que se muestra el ingreso de tropas vietnamitas en enero de 1979 a Phnom Penh y a S-21, realizado por los periodistas y soldados Ho Van Tay y Dinh Phong, muestra cuerpos de prisioneros recién asesinados y decapitados y al lado cinco niños vivos. Los documentos son entregados al Centro de Documentación de Camboya y se informa que los niños salieron con vida de la prisión. Hasta la fecha se tenía como cierto que solo siete personas adultas habían sobrevivido la prisión. El 16 de febrero Norng Chan Phal, un hombre de 38 años de edad y padre de ocho hijos, dio una rueda de prensa en Phnom Penh en la cual fue presentado como uno de los niños del video y que sobrevivieron S-21.
El 17 de febrero comienza oficialmente el primer juicio a un líder de los jemeres rojos, Duch, director de S-21, el centro de torturas y ejecuciones del régimen. Durante la primera audiencia, el acusado de crímenes de guerra pide perdón por sus actos. Ha sido el único que ha reconocido sus crímenes.

### 2011
El 27 de junio del 2011 se inicia ante el Tribunal de Camboya el juicio contra cuatro líderes sobrevivientes de los Jemeres Rojos por el Genocidio camboyano en el que fueron asesinadas hasta 2 millones de personas.

### 2018
El 16 de noviembre de 2018 el Tribunal de Camboya condenó a cadena perpetua por un delito de genocidio a los dos últimos líderes vivos de los jemeres rojos: el “número dos” e ideólogo de la organización comunista, Nuon Chea, de 92 años, y el antiguo jefe de Estado de ese régimen, Khieu Samphan, de 87.